# Metaponto
Metaponto is een plaats (frazione) in de Italiaanse gemeente Bernalda. Het is door de Grieken gesticht als een kolonie.
Pythagoras stierf er.